# Turia (okręg Aluta)
Turia – wieś w Rumunii, w okręgu Aluta, w gminie Valea Mare. W 2011 roku liczyła 956 mieszkańców. 